# 출입국관리법
출입국관리법(出入國管理法)은(법률 제10282호 일부개정 2010. 05. 14) 대한민국의 법으로 대한민국에 입국하거나 출국하는 모든 국민 및 외국인의 출입국관리와 외국인의 체류관리 및 난민(難民)의 인정절차 등에 관한 사항을 규정함을 목적으로 만들어진 법률이다.